# Ángela Santamarina
Ángela Santamarina Alduncín (Tandil, enero de 1863 - Orense, 5 de julio de 1956), también conocida como Angelita Varela, fue una noble, filántropa y coleccionista argentina de origen gallego.

## Biografía
Nació en la localidad de Tandil en la Provincia de Buenos Aires (Argentina) en enero de 1863. Era hija del Ramón Santamarina Valcárcel y de María Ángela de Alduncín Gaspuy. Su madre murió cuando ella tenía tres años. Su padre, luego de esta tragedia regresa a Galicia con sus hijos, quienes quedaron al cuidado de su tía Dolores Santamarina en Ourense. Había estado casada con Rafael Vidal y había sido madre de Alejandro Vidal Santamarina. Tras enviudar, se casó con Antonio Varela Bahamonde. Los hermanos de Ángela Santamarina decidieron regresar a Argentina, pero ella se quedó a vivir en Ourense y adoptó el apellido del marido de su tía, por lo que también fue conocida como Angelita Varela.
Se casó con el noble Isidoro Temes Sáenz, de quien enviudó en 1918. Su marido, poco antes de morir promovió la construcción de un edificio en el barrio de O Couto en Ourense. Allí funcionará luego un museo donde quedarán alojados los recuerdos familiares, con la excepción de la Biblioteca, que al morir Ángela será mudada a Monasterio de San Juan de Poyo.
En 1920 el rey Alfonso XIII rehabilitó el condado de Val de Oselle, y su tía Dolores se lo cedió a Ángela. En 1924 compró el título de Marqués de Atalaya Bermeja. A su vez, el hecho de que su padre la dejara en una buena situación económica hizo que continuara haciendo obras de caridad, al igual que su tía. Además, recibía en su casa de Ourense a visitantes ilustres. En 1925 fue nombrada presidenta de honor de la Cruz Roja Española y condecorada con la Gran Cruz de Beneficencia. Su confesor fue el sacerdote Antonio Rey Soto, a quien ayudó a reunir su biblioteca personal, conservada en el Monasterio de San Juan de Poyo.
Ese mismo año crea el Patronato “Fundación Santamarina de Temes”. con el fin de acoger, cuidar y educar, de modo gratuito, niñas pobres huérfanas. Este se ubicaba en un barrio del Couto, extramuros de la ciudad de Ourense. Esta fundación también se encargó de la gestión del conjunto de Santo Anxo, donde se conservan todos sus bienes, como piezas de cerámica de Sargadelos, pinturas y joyas.
También fue una de las principales protectoras del Seminario de Estudios Gallegos.
Falleció en Ourense el 5 de julio de 1956. Fue sepultada en la Iglesia del complejo del Santo Ángel; junto con su marido y de su tía Dolores.